# 澳韭兰科
澳韭兰科共有2属12种，全部生长在澳大利亚沿海各地干旱地带。
本科植物为耐旱多年生草本；叶子类似韭菜；有树枝状矮茎和外露的支撑根；花小，聚生在花茎顶端；果实为蒴果。
1981年的克朗奎斯特分类法将其列在百合科中，1998年根据基因亲缘关系分类的APG 分类法认为应该单独分出一个科，放到天门冬目之下， 2003年经过修订的APG II 分类法维持原分类。

## 属
- 蓝山草属 Alania Endl., 1836
- 耐旱草属 Borya Labill., 1805